# Dinero spagnolo
Il dinero è stata una moneta che ha circolato negli stati cristiani della Spagna dall'XI secolo. Era sul modello del denier francese e a sua volta fece da modello per il dinheiro portoghese.
Battuto la prima volta da Sancho III (1000-1035), inizialmente in biglione, fu coniato fino al XVI secolo da re Enrico II (1369-1379).
Nella maggior parte della Spagna fu sostituito prima dal maravedí e poi dal real. Tuttavia in Catalogna e nelle Isole Baleari rimase il sistema monetario basato sul dinero, con dodici dinero che costituivano un sueldo e sei sueldo in una peseta catalana.
Nelle Baleari il dinero fu coniato fino al 1811-12.
In spagnolo il termine "dinero" si usa come termine generico per indicare il denaro.